# Lac Phelps
Pour les articles homonymes, voir Phelps.
Le lac Phelps (en anglais : Phelps Lake) est un lac américain dans le comté de Teton, au Wyoming. Il est situé au sein du parc national de Grand Teton.